# Kenny Burrell

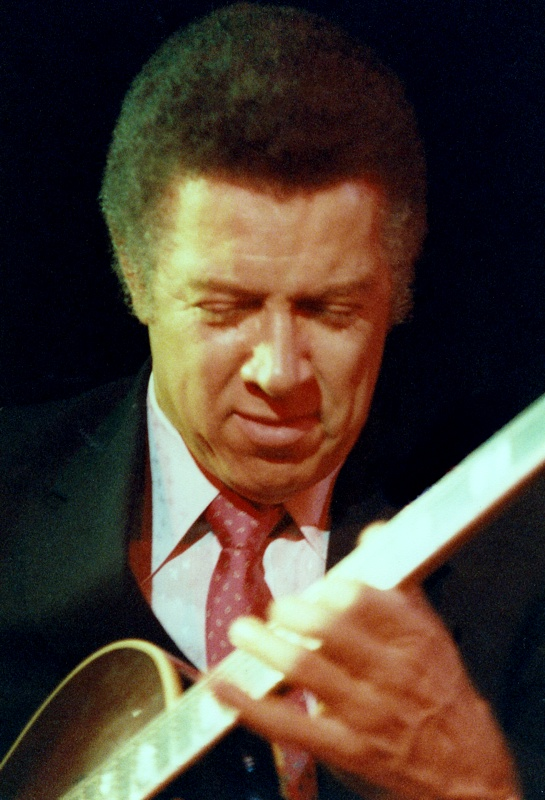
Kenny Burrell

Kenneth Earl „Kenny“ Burrell (* 31. Juli 1931 in Detroit) ist ein US-amerikanischer Jazzgitarrist, der sich auch als Sänger betätigte. Seine Musik ist hauptsächlich Blues, Hard Bop und Post-Bop, er spielt aber ebenso gut andere Jazzstile.

## Werdegang
Burrell machte seine erste Aufnahme 1951 mit Dizzy Gillespie. Nachdem er 1956 von Detroit nach New York umzog, spielte er mit vielen bekannten Musikern, unter anderem mit John Coltrane, Benny Goodman, Bill Evans, Gil Evans (The Individualism of Gil Evans), Stan Getz, Billie Holiday, Milt Jackson, Quincy Jones, Oscar Peterson, Sonny Rollins, Jimmy Smith, Stanley Turrentine und Cedar Walton. Seit 1951 leitet er auch immer wieder eigene Gruppen, zu denen seit 1965 für zehn Jahre der Pianist Richard Wyands gehörte.
Ab 1973 arbeitete er vorrangig als Studiomusiker. Daneben begann er Seminare über Musik zu geben, vor allem über Duke Ellington. Burrell arbeitet derzeit als Leiter der Jazzstudien an der UCLA.
Er hat etwa 100 LPs resp. CDs aufgenommen, darunter Midnight Blue (1963), Blue Lights, Guitar Forms, Sunup To Sundown (1990), Soft Winds (1993), Then Along Came Kenny (1993) und Lotus Blossom (1995). Im Laufe seiner Karriere sang Burrell auf einigen Schallplatten, etwa auf Man We're Beat, die er für Columbia mit dem Tommy Wolf Quartet 1960 eingespielt hatte, ebenso auf einer Privataufnahme mit Buck Clayton (Jazz at J.J.'s (1965)) und auf seinen eigenen Alben Lucky So and So (Concord, 2000), Blue Muse (Concord, 2002), 75th Birthday Bash Live (Blue Note, 2006) und Special Requests (And Other Favorites): Live at Catalina's (High Note, 2012).
Kenny Burrell wurde viermal in Folge von den Lesern und Kritikern des weltweit auflagenstärksten Jazzmagazins Down Beat zum Jazzgitarristen des Jahres gewählt (1968–1971).

## Auszeichnungen
Im Jahr 2005 erhielt Kenny Burrell die NEA Jazz Masters Fellowship.

## Diskografie (Auswahl)
- Introducing Kenny Burrell (1956), Blue Note
- The Essential Billie Holiday – Carnegie Hall Concert (1956), Verve
- All Day Long (1957), Prestige
- Kenny Burrell and John Coltrane (1958), Prestige
- Blue Lights (1958), Blue Note
- On View At The Five Spot Cafe (1959), Blue Note
- Bluesy Burrell (1962), Moodsville
- Midnight Blue (1963), Blue Note
- Guitar Forms (1964 & 1965), Verve
- ’Round Midnight (1972), Fantasy
- Ellington Is Forever (1975–77), Fantasy
- 12-15-78 (1999), 32 Jazz
- Lucky So and So (2001), Concord Jazz